# メアリー・エリザベス・マクグリン
メアリー・エリザベス・マクグリン（Mary Elizabeth McGlynn、1966年10月16日 - ）は、アメリカ合衆国の声優、女優、音響監督、脚本家、歌手。カリフォルニア州ロサンゼルス出身。夫は声優のダラン・ノリス。別名義にメリッサ・ウィリアムソン (Melissa Williamson) がある。

## 人物
大学では医学を学んでいた。大学在学中、道に迷っていた際に『ハムレット』のオーディション会場にたどり着き、そのままオーディションを受けて合格し、同作のオフィーリア役で女優デビューする。
1995年に放送されたテレビドラマ『ジーナ』の撮影に参加する為、ニュージーランドに渡るが、撮影中の落馬事故で骨折し帰国。帰国後、『神秘の世界エルハザード』英語版のオーディションを受け、同作のディーバ役で声優デビュー。
音響監督としては『カウボーイビバップ』でデビュー。
落馬事故以前はダンサーとしてユニバーサル・スタジオのショーなどにも出演していた。

## 受賞歴
- アメリカン・アニメ・アワード：最優秀女優賞『攻殻機動隊 S.A.C. 2nd GIG』[4]

## 出演作品

### テレビアニメ
1997年
- 神秘の世界エルハザード（ディーバ）
- ストリートファイターII V（ニュースキャスター）※マンガ・エンターテイメント版

1998年
- 北斗の拳（ユリア、マミヤ）
- ふしぎ遊戯（柳宿）

1999年
- 異次元の世界エルハザード（ディーバ）
- カウボーイビバップ（ジュリア、トゥインクル・マリア・マードック）
- serial experiments lain
- 星方武侠アウトロースター（熱き氷のヒルダ、レイコ・アンドウ）
- バトルアスリーテス大運動会（アイラ・ヴェフェラスカ・ロスノフスキ）

2000年
- アークザラッド（アナウンサー、女）
- 課長王子（ハミル）
- デジモンアドベンチャー02（ドクグモン〈2代目〉）
- デュアル!ぱられルンルン物語
- トライガン
- るろうに剣心 -明治剣客浪漫譚-（月岡津南〈少年時代〉、朱羅）※メディアブラスター版

2001年
- ゲートキーパーズ（ジュン・サンダース）
- デジモンテイマーズ（ヴァジラモン、加藤樹莉〈初代〉、留姫の母）
- Night Walker -真夜中の探偵-（魔女）
- るろうに剣心 -明治剣客浪漫譚-（ソバ屋の店員）※メディアブラスター版

2002年
- X -エックス-（庚）
- SAMURAI GIRL リアルバウトハイスクール（ミアン・キューピ）
- デジモンフロンティア（オファニモン、パルモン）
- ヴァンドレッド（ジュラ・ベーシル・エルデン）
- ヴァンドレッド the second stage（ジュラ・ベーシル・エルデン）
- マシュランボー（バートル）

2003年
- 藍より青し（繭の母、葵の祖母）
- アレクサンダー戦記（カッサンドラ〈2代目〉）
- アルジェントソーマ（アンティ）
- Witch Hunter ROBIN（ジャンヌ、老婆、工藤マモル）
- ジーンシャフト（ソフィア・ガルガリン）
- ちっちゃな雪使いシュガー（シェリル）
- .hack//SIGN（ヘルバ）
- ワイルドアームズ トワイライトヴェノム（エステル）

2004年
- WOLF'S RAIN（ジャグラ）
- ガングレイヴ（ミランダ）
- 攻殻機動隊 STAND ALONE COMPLEX（草薙素子）

2005年
- OVERMANキングゲイナー（エンゲ・ガム）
- 攻殻機動隊 S.A.C. 2nd GIG（草薙素子）
- NARUTO -ナルト-（夕日紅）
- B-伝説! バトルビーダマン（燕ツバメ〈初代〉）
- プラネテス（お姉さん〈保険会社〉）

2006年
- 交響詩篇エウレカセブン（モーリス、ミーシャ）
- ザ・リプレイス 大人とりかえ作戦（ケルプマン夫人）

2007年
- ああっ女神さまっ それぞれの翼（ヒルド）
- 攻殻機動隊 STAND ALONE COMPLEX Solid State Society（草薙素子）
- デジモンセイバーズ（大門小百合）

2008年
- コードギアス 反逆のルルーシュ（コーネリア・リ・ブリタニア）
- コードギアス 反逆のルルーシュR2（コーネリア・リ・ブリタニア）
- NARUTO -ナルト-（カツユ）

2009年
- 黒神 The Animation（北条水華魅）
- NARUTO -ナルト- 疾風伝（夕日紅、カツユ）

2010年
- アイアンマン（サンドラ）
- 結界師（藍緋、一月、二月、三月）
- 鋼の錬金術師 FULLMETAL ALCHEMIST（女医）

2011年
- エックスメン（マーシュ、韮崎理子）
- スティッチ! 〜いたずらエイリアンの大冒険〜（女）
- NARUTO -ナルト- 疾風伝（照美メイ）
- BLEACH（蛇尾丸〈猿女〉）

2012年
- アベンジャーズ 地球最強のヒーロー （アビゲイル・ブランド）
- スティッチ! 〜いたずらエイリアンの大冒険〜（ユウナの母）
- ブレイド
- ペルソナ4（白鐘直斗）

2013年
- スティッチ! 〜ずっと最高のトモダチ〜（デリア）
- デジモンクロスウォーズ （シャッコウモン）

2014年
- 美少女戦士セーラームーン（クイン・メタリア）※ビズメディア版
- 出張ヒーローZERO

2015年
- 攻殻機動隊 ARISE ALTERNATIVE ARCHITECTURE（クルツ）
- スティーブン・ユニバース（医者2）
- スマイルプリキュア!（マジョリーナ）

2016年
- ゴッドイーター（雨宮ツバキ）
- スター・ウォーズ 反乱者たち（プライス総督、ゴールド2）

2017年
- ラプンツェル ザ・シリーズ

### 劇場アニメ
1997年
- Armageddon（ヘラ）

1999年
- 機動戦士ガンダム（マチルダ・アジャン）
- 機動戦士ガンダムII 哀・戦士編（マチルダ・アジャン）
- パーフェクトブルー（レイ）
- VAMPIRE HUNTER D（カロリーヌ）
- ブラック・ジャック（ジョー・キャロル・ブレーン）
- もののけ姫（たたらばの女達の歌声）

2000年
- とつぜん!ネコの国 バニパルウィット（ブブリーナ）

2001年
- ああっ女神さまっ（ウルド）
- メトロポリス（うぐいす嬢）

2002年
- カウボーイビバップ 天国の扉（クリス）

2003年
- サクラ大戦 活動写真（桐島カンナ）

2005年
- アップルシード（アナウンス）
- デジモンテイマーズ 冒険者たちの戦い（ヴァジラモン）
- デジモンテイマーズ 暴走デジモン特急（留姫の母）

2006年
- イノセンス（草薙素子）※マンガ・エンターテイメント版

2008年
- バイオハザード:ディジェネレーション（ラーニーの伯母）

2009年
- イノセンス（草薙素子）※バンダイ・エンタテイメント版
- 劇場版 NARUTO -ナルト- 疾風伝

2011年
- 交響詩篇エウレカセブン ポケットが虹でいっぱい（ミーシャ）
- 鉄拳 ブラッド・ベンジェンス（ニーナ・ウィリアムズ）

2013年
- 劇場版 NARUTO -ナルト- 疾風伝 ザ・ロストタワー（セーラム）

2014年
- 劇場版 NARUTO -ナルト- ブラッド・プリズン（マブイ）
- ドラゴンボールZ 神と神（白バイ隊員・松本）

2015年
- 攻殻機動隊 ARISE（クルツ）

### OVA
1997年
- 真・女神転生/東京黙示録（スチュワーデス）

1998年
- ジャイアントロボ THE ANIMATION -地球が静止する日（青面獣の楊志）※USレンディション版
- BASTARD!! -暗黒の破壊神-（アーシェス・ネイ）
- バトルアスリーテス大運動会（ラーリ・フェルドナント）

1999年
- またまたセイバーマリオネットJ（ブラッドベリー）

2000年
- 太陽の船 ソルビアンカ（フェブ）
- ふしぎ遊戯（柳宿）
- ふしぎ遊戯2（柳宿）

2002年
- エクスドライバー（あきら）
- ふしぎ遊戯 -永光伝-（柳宿）

2003年
- .hack//Liminality（浅羽）

2004年
- サクラ大戦 神崎すみれ 引退記念 す・み・れ（桐島カンナ）
- タチコマな日々（草薙素子）

2005年
- ブラック・ジャック（医者）

2006年
- 鴉 -KARAS-（土蜘蛛）

2007年
- The Condor（ヴァレリア/タイパン）

### Webアニメ
2020年
- 攻殻機動隊 SAC_2045（草薙素子）

### ゲーム
1998年
- ブシドーブレード弐（琴村嬢）
- ブレイヴフェンサー 武蔵伝（ヒルダ）

2000年
- Vampire: The Masquerade - Redemption（エカテリーナ）

2001年
- サイレントヒル2（メアリー・シェパード・サンダーランド、マリア）
- バウンサー（エキドナ）
- フェイズパラドックス（レネイ・ハーン）

2002年
- 決戦II（蔡瑁）
- デジモンワールド デジタルカードアリーナ（松田啓人、テイルモン）

2003年
- キャッスルヴァニア 〜暁月の円舞曲〜（メデューサ）
- サイレントヒル3（懺悔室の女）
- .hack//感染拡大 Vol.1（ヘルバ、エマ・ウィーラント）
- .hack//悪性変異 Vol.2（ヘルバ、エマ・ウィーラント）
- ロード・オブ・ザ・リング ウォー・オブ・ザ・リング（セイラム、ナレーター）

2004年
- 攻殻機動隊 STAND ALONE COMPLEX（草薙素子）
- 戦国無双（濃姫）
- 戦国無双 猛将伝（濃姫）
- デス バイ ディグリーズ（ニーナ・ウィリアムズ）
- .hack//侵食汚染 Vol.3（ヘルバ、エマ・ウィーラント）
- ドラッグオンドラグーン（サラマンダー）
- Vampire: The Masquerade - Bloodlines（ピシャ）
- ファントム・ブレイブ（シェンナ、ナレーター）
- FRONT MISSION4（ラトーナ・ラディオーナ・ヴァシレフ）

2005年
- イリスのアトリエ エターナルマナ（マレッタ・リクシス）
- 幻想水滸伝IV（キカ）
- Dungeons & Dragons: Dragonshard
- DIGITAL DEVIL SAGA アバタール・チューナー（ジーナ、ジェナ・エンジェル）
- DIGITAL DEVIL SAGA アバタール・チューナー2（ジェナ・エンジェル）
- 鉄拳5（ニーナ・ウィリアムズ）
- デビルメイクライ3（ネヴァン）
- .hack//絶対包囲 Vol.4（ヘルバ、エマ・ウィーラント）
- ビートダウン（ファティマ、ノーマ）
- ファントム・キングダム（背徳者サロメ）

2006年
- エースコンバット・ゼロ ザ・ベルカン・ウォー
- EverQuest II: Kingdom of Sky
- ゼノサーガ エピソードIII［ツァラトゥストラはかく語りき］（ドクトゥス）
- ダージュ オブ ケルベロス ファイナルファンタジーVII（朱のロッソ）
- .hack//G.U. Vol.1 再誕（ボルドー）
- NARUTO -ナルト- ナルティメットヒーロー（夕日紅）
- 魔界戦記ディスガイア2（ママ）
- ラジアータ ストーリーズ（エルウェン）
- ランブルローズ XX（イーブルローズ / ノーブルローズ）
- ワイルドアームズ ザ フォースデトネイター（ファルメル）

2007年
- アルトネリコ 世界の終わりで詩い続ける少女（ミュール）
- エースコンバット6 解放への戦火
- カドゥケウス ニューブラッド（アイリーン・クアトロ）
- グローランサーV（メルヴィナ）
- Golden Axe: Beast Rider（ティリス・フレア）
- スプリームコマンダー（サマンサ・クラーク）
- ソウルクレイドル 世界を喰らう者（レナ）
- .hack//G.U. Vol.2 君想フ声（ボルドー）
- .hack//G.U. Vol.3 歩くような速さで（ボルドー）
- トラスティベル 〜ショパンの夢〜（ドルチェ、ポトツカ、ソルフェージュ）
- NARUTO -ナルト- ナルティメットヒーロー2（綱手）
- NARUTO -ナルト- ナルティメットポータブル 無幻城の巻（綱手）

2008年
- アーマード・コア フォーアンサー
- GUILTY GEAR 2 OVERTURE（システム音声）
- Spider-Man: Web of Shadows（ジェシカ・ドリュー）
- デビルメイクライ4（エキドナ、タイトルコール）
- NARUTO Ultimate Ninja Heroes 2 The Phantom Fortres（綱手）
- NARUTO: Clash of Ninja Revolution 2（綱手、夕日紅）
- NARUTO -ナルト- 疾風伝 ナルティメットストーム（綱手、夕日紅、カツユ）
- NARUTO -ナルト- ナルティメットヒーロー3（綱手、夕日紅、カツユ）
- BAROQUE（イライザ）
- ペルソナ4（柏木典子）

2009年
- サイレントヒル シャッタードメモリーズ（ミッシェル・バルデズ）
- 鉄拳6（ニーナ・ウィリアムズ）
- Naruto Shippuden: Clash of Ninja Revolution 3（夕日紅）
- NARUTO -ナルト- 疾風伝 ナルティメットアクセル（綱手、夕日紅）
- マグナカルタ2（ケイティン）
- マナケミア2 〜おちた学園と錬金術士たち〜（マルータ・シェベスティ）
- レッドファクション:ゲリラ

2010年
- Alpha Protocol（SIE）
- NARUTO -ナルト- 疾風伝 ナルティメットストーム2（夕日紅、シマ）
- NARUTO -ナルト- 疾風伝 ナルティメットアクセル3（夕日紅）
- ファイナルファンタジーXIII（ノラ・エストハイム）
- 魔人と失われた王国（イシュタム）

2011年
- GOD EATER BURST
- Saints Row: The Third
- NARUTO -ナルト- 疾風伝 ナルティメットインパクト（綱手、夕日紅、シマ、カツユ）

2012年
- ストリートファイター X 鉄拳（ニーナ・ウィリアムズ）※英語音声
- Darksiders II（ウリエル）
- 鉄拳タッグトーナメント2（ニーナ・ウィリアムズ）
- NARUTO -ナルト- 疾風伝 ナルティメットストームジェネレーション（夕日紅、照美メイ）
- バイオハザード6
- ファイナルファンタジーXIII-2
- Marvel Avengers: Battle for Earth（マリア・ヒル）

2013年
- NARUTO -ナルト- 疾風伝 ナルティメットストーム3（照美メイ）
- The Last of Us
- Marvel Heroes（ジェシカ・ジョーンズ）

2015年
- 攻殻機動隊 STAND ALONE COMPLEX - First Assault Online（草薙素子）

2017年
- 鉄拳7（ニーナ・ウィリアムズ）

2023年
- Stray Gods: The Roleplaying Musical（ペルセポネ）

### 実写映画
2011年
- Todd of the Rings（ナレーター）

### オリジナルビデオ
1998年
- Invisible Dad（サンディ・コリエ）

1999年
- The Kid with X-ray Eyes（ジル）

2000年
- エア・レイジ（グウェン）

### テレビドラマ
1993年
- タイムマシーンにお願い（スー・アン・ウィンタース）

1994年
- 炎のテキサス・レンジャー（メリリー・サマーズ）

1995年
- ジーナ（パンドラ）
- バニシング・サン（グウィネス・パーネル）

1996年
- 絹の疑惑 シルク・ストーキング（ヘレン・ラファーティー）
- ジェシカおばさんの事件簿（カレン・レイズナー）
- Dave's World（オリビア）
- 反逆のヒーローレネゲイド（ジェーン・プレスコット）

1997年
- Sister, Sister（Dr.ウィルソン）

1998年
- スタートレック:ヴォイジャー（デレン）

### Webドラマ
2011年
- Shelf Life（母親）

### 吹き替え
2002年
- Zero WOMAN 警視庁0課の女

### 舞台
1990年
- テキサス・シェイクスピア・フェスティバル公演
  - オセロ
  - シラノ・ド・ベルジュラック（ロクサーヌ）
  - ヴェニスの商人

1991年
- テンペスト（ミランダ）※オールド・グローブ・シアター公演

### ドキュメンタリー
2002年
- Biography of a Corpse（ナレーター）

2007年
- Anime: Drawing a Revolution（ナレーター）

2008年
- アドベンチャーズ・イン・ボイス・アクティング（本人出演）

2013年
- Con Artists（本人出演）
- I Know That Voice（本人出演）

### その他
1996年
- マッドTV!（インタビュアー）

## 参加作品

### テレビアニメ（スタッフ）
1999年
- カウボーイビバップ（音声演出）

2000年
- アークザラッド（ADRディレクター、ADR台本）
- 時空探偵ゲンシクン（音声演出）

2002年
- デジモンフロンティア（音声演出、ストーリー・エディター）
- マシュランボー（音声演出）

2003年
- ロックマンエグゼ（ストーリー・エディター）

2004年
- WOLF'S RAIN（ADRディレクター、ADR台本）
- 攻殻機動隊 STAND ALONE COMPLEX（ADRディレクター）

2005年
- NARUTO -ナルト-（ADRディレクター）

2007年
- デジモンセイバーズ（台本）

2008年
- BLUE DRAGON（音声演出）

2009年
- アイアンマン（共同演出）
- スティッチ!（音声演出、キャスティング）
- NARUTO -ナルト- 疾風伝（ADRディレクター）

2011年
- ウルヴァリン（共同演出）
- スティッチ! 〜いたずらエイリアンの大冒険〜（音声演出、キャスティング）
- BLEACH（音声演出）※第230 - 234話

2012年
- ブレイド（音声演出）※第4話以降

2013年
- スティッチ! 〜ずっと最高のトモダチ〜（音声演出、キャスティング）

2014年
- 出張ヒーローZERO（ダイアログディレクター）

2015年
- ディスク・ウォーズ:アベンジャーズ（音声演出）[5]
- スマイルプリキュア!（ADRディレクター）

2017年
- ラプンツェル ザ・シリーズ（ダイアログディレクター）

2019年
- スター・ウォーズ レジスタンス（音声演出）

### 劇場アニメ（スタッフ）
2000年
- BLOOD THE LAST VAMPIRE（ダイアログ・コーチ）

2001年
- メトロポリス（ADR台本）

2002年
- カウボーイビバップ 天国の扉（ADRディレクター）

2005年
- アップルシード（ADRディレクター、ADR台本）
- デジモンテイマーズ 冒険者たちの戦い（ADRディレクター）
- デジモンテイマーズ 暴走デジモン特急（ADRディレクター、ADR台本）
- デジモンフロンティア 古代デジモン復活!!（ADRディレクター）

2006年
- 劇場版 NARUTO -ナルト- 木ノ葉の里の大うん動会（ADRディレクター）

2007年
- 劇場版 NARUTO -ナルト- 大活劇!雪姫忍法帖だってばよ!!（ADRディレクター）
- NARUTO -ナルト-  滝隠れの死闘 オレが英雄だってばよ!（ADRディレクター）

2008年
- 劇場版 NARUTO -ナルト- 大激突!幻の地底遺跡だってばよ（ADRディレクター）
- 劇場版 NARUTO -ナルト- 大興奮!みかづき島のアニマル騒動だってばよ（ADRディレクター）
- バイオハザード:ディジェネレーション（ADRディレクター）

2009年
- 劇場版 NARUTO -ナルト- 疾風伝（ADRディレクター）

2011年
- 劇場版 NARUTO -ナルト- 疾風伝 絆（音声演出）

2012年
- 劇場版 NARUTO -ナルト- 疾風伝 火の意志を継ぐ者（音声演出）
- Dino Time（ADRディレクター）

### OVA（スタッフ）
2004年
- タチコマな日々（音声演出）

2013年
- アイアンマン： ライズ・オブ・テクノヴォア（音声演出）

### Webアニメ （スタッフ）
2020年
- 攻殻機動隊 SAC_2045（ADRディレクター）
- ジュラシック・ワールド/サバイバル・キャンプ（音声演出）

2021年
- Dragons: The Nine Realms（音声演出）
- ドラゴン：レスキューライダーズ（音声演出）

2022年
- ヴォクス・マキナの伝説（音声演出）

### ゲーム（スタッフ）
2001年
- フェイズパラドックス（音声演出）

2003年
- キャッスルヴァニア 〜暁月の円舞曲〜（音声演出）

2004年
- ドラッグオンドラグーン（音声演出）

2005年
- 悪魔城ドラキュラ 闇の呪印（音声演出）
- デビルメイクライ3（ADRディレクター）

2006年
- エースコンバット・ゼロ ザ・ベルカン・ウォー（ADRディレクター）
- コロボットアドベンチャー（音声演出）
- Spy Hunter: Nowhere to Run（ボイスオーバーディレクター）
- NARUTO -ナルト- うずまき忍伝（音声演出）
- NARUTO -ナルト- ナルティメットヒーロー（音声演出）
- ランブルローズ XX（ADRディレクター）

2007年
- エースコンバット6 解放への戦火（音声演出）
- ソウルキャリバー レジェンズ（音声演出）
- バイオハザード アンブレラ・クロニクルズ（音声演出）

2008年
- カンフーパンダ（音声演出、キャスティング）
- デビルメイクライ4（音声演出）

2009年
- アフロサムライ（音声演出）
- サイレントヒル シャッタードメモリーズ（音声演出）

2010年
- エンド オブ エタニティ（音声演出）

## 音楽
2003年
- サイレントヒル3挿入歌
  - You're Not Here
  - Letter - From The Lost Days
  - I Want Love

2004年
- サイレントヒル4挿入歌
  - Tender Sugar
  - Your Rain
  - Room Of Angel
  - Waiting For You

2006年
- サイレントヒル挿入歌
  - Letter - From the Lost Days
  - Lost Carol
  - You're Not Here
  - Waiting for You
- The Journey Home（エースコンバット5 ジ・アンサング・ウォー挿入歌）

2007年
- サイレントヒル ゼロ挿入歌
  - O.R.T.
  - Blow Back
  - Shot Down In Flames
  - Hole In The Sky

2008年
- サイレントヒル ホームカミング挿入歌
  - One More Soul to the Call
  - Elle Theme
  - Alex Theme
  - This Sacred Line

2009年
- サイレントヒル シャッタードメモリーズ挿入歌
  - Always On My Mind
  - When You're Gone
  - Acceptance
  - Hell Frozen Rain

2011年
- シャドウ・オブ・ザ・ダムド挿入歌
  - As Evil As Dead
  - Different Perspectives
  - Take Me To HellBroken Dream

2012年
- Silent Scream（サイレントヒル: リベレーション3D挿入歌）
- サイレントヒル ダウンプア挿入歌
  - Intro Perp Walk
  - Bus to Nowhere
- サイレントヒル ブック オブ メモリーズ挿入歌
  - Now We're Free
  - Love Psalm